# The Four Horsemen (Ultramagnetic MCs)
The Four Horsemen è il terzo album del gruppo musicale hip hop statunitense Ultramagnetic MCs, pubblicato nel 1993.
| Recensione    | Giudizio   |
| ------------- | ---------- |
| AllMusic      | [ 1 ]      |
| Rolling Stone | [ 2 ]      |
| The Source    | [ 3 ]      |
| Vibe          | favorevole |

## Tracce
Musiche di Ultramagnetic MCs (tracce 1, 3, 6, 9-14), Godfather (tracce 2, 4-5 e 8), Moe Love (traccia 7).
1. We are the Horsemen – 3:53
2. Checkin' My Style – 2:31
3. Two Brothers with Checks (San Francisco, Harvey) – 4:43
4. Raise it Up (featuring Godfather Don) – 4:18
5. Saga of Dandy, the Devil, & Day – 4:36
6. Delta Force II – 3:55
7. Adventures of Herman's Lust (Moe Love III) – 2:06
8. See the Man on the Street – 3:23
9. Bring it Down to Earth – 3:36
10. Don't be Scared – 5:03
11. One Two, One Two – 2:44
12. Time to Catch a Body – 3:31
13. Yo, Black – 4:23
14. Big Booty – 2:46

## Classifiche
| Classifica (1993)         | Posizione massima |
| ------------------------- | ----------------- |
| US Top R&B/Hip-Hop Albums | 55                |